# Icteranthidium ovasi
Icteranthidium ovasi là một loài Hymenoptera trong họ Megachilidae. Loài này được Warncke mô tả khoa học năm 1980.